# Teatro Juan Ruiz de Alarcón
El Teatro Juan Ruiz de Alarcón se trata de uno de los principales teatros universitarios del Centro Cultural Universitario de la UNAM, en la Ciudad de México.

## Historia
El Ruiz Alarcón fue construido entre 1977 y 1978 por mandato del Rector Guillermo Soberón Acevedo, y diseñado como teatro a la italiana con caja escénica por los arquitectos Orso Núñez y Arcadio Artis Espriú. Fue inaugurado el 26 de febrero de 1976. En él se realizan obras de teatro, espectáculos infantiles, festivales, conferencias y asambleas.
Lleva el nombre del escritor y dramaturgo del siglo de oro, Juan Ruiz de Alarcón, y en honor a él, la primera representación fue una de sus obras más conocidas, La prueba de las promesas, bajo la dirección de Juan José Gurrola.
La sala comparte edificio con otro de los principales teatros del Centro Cultural Universitario de la UNAM, una sala escénica nombrada en honor de otros de los nombres que dio México al siglo de oro: a sor Juana Inés de la Cruz. Ambos teatros y sus espacios aledaños son utilizados anualmente para acoger el Festival Internacional de Teatro Universiatairo de la UNAM.